# ヴァヴァエ・トゥイランギ
ヴァヴァエ・トゥイランギ（Vavae Tuilagi、1988年6月15日 - ）は、サモアのラグビーユニオン選手、ラグビーリーグ選手。

## プロフィール
- サモア・フォガポア出身[1]。
- ポジションはフランカー(FL)。
- 身長 187cm、体重 115kg
- U20サモア代表に選ばれたことがある[2]。
- サモア代表キャップは9（2025年4月現在）でラグビーワールドカップ2015のサモア代表に選ばれた[3]。

## 略歴
レスター・タイガース、RCナルボンヌ、USカルカソンヌ、ASカルカソンヌを経て、2022年、RCトレベスに加入。